# Белен (божество)
Беле́н (Belenos, Belinos) — кельтское божество, отождествлявшееся с Аполлоном. Как и Аполлон, он считался богом-врачевателем и особенно почитался как покровитель священных горячих источников.

## Этимология имени
Имя Belenos, судя по всему, связано с ирландским названием весеннего праздника Белтейн (Beltene) и происходит от корня со значением «белый, блестеть», что может указывать на солярный характер божества. Аполлона в Галлии также отождествляли с божеством по имени Мапон, которое было связано с искусством музыки. Возможно, Мапон соответствует таким персонажам из мифологии островных кельтов, как валлийский Мабон, сын Модрон и ирландский Энгус Мак Ок.
Белен известен также как Belenus, Belinus, Belenos o Belanus — бог кельтской мифологии (в том числе у астуров, галлов и ирландцев), имя которого означает сияние, блеск, свечение. Был богом света, Солнца и огня.
Ирландцы посвящали празднование 1 мая (Белтейн) культу этого божества. Иногда его сопровождала богиня Белисама, или Сирона (Belisama, Bηλησαμα, Belisma или Belesama) — в кельтской мифологии богиня озёр, рек, огня, света, домашнего очага, покровительница ремесленников, обрабатывающих металлы, которую Юлий Цезарь связывал с Минервой, Афиной. В ирландской мифологии она являлась дочерью Дагды и покровительницей поэтов.

## В мировой культуре
В историко-приключенческой повести немецкого ученого и писателя Д. Ф. Вейнланда «Руламан» (1878), посвященной жизни первобытных людей в Швабских Альпах, фигурирует Бэл — верховный бог пришлого высокоразвитого народа калатов (кельтов), покорившего и ассимилировавшего местных дикарей.